# Jordan Bos
Jordan Jacob Bos (* 29. Oktober 2002 in Melbourne) ist ein australisch-niederländischer Fußballspieler.

## Karriere

### Klub
Aus der U21 von Melbourne City kommend, ging er Anfang 2021 fest in den Kader der ersten Mannschaft über. Sein Debüt in der A-League hatte er dann am 27. November 2021 wo er bei einem 2:2 gegen Adelaide United zur 81. Minute für Scott Galloway eingewechselt wurde. Durch die zuvor schon erreichte Meisterschaft seiner Mannschaft kam er auch zu mehreren Einsätzen in der AFC Champions League. Im Sommer 2023 endete seine Zeit in Melbourne dann und er wechselte für eine Ablöse von mutmaßlich 1,3 Mio. € nach Belgien zum KVC Westerlo. Dort machte er sein Debüt dann gleich in der Startelfaufstellung beim ersten Saisonspiel gegen die KAS Eupen. In seiner ersten Saison bestritt er dort 26 von 40 möglichen Ligaspielen, bei denen er drei Tore schoss, und  ein Pokalspiel. In der nächsten Saison waren es 18 von 40 möglichen Ligaspielen mit vier geschossenen Toren und ein Pokalspiel. Infolge einer Oberschenkelverletzung wurde er ab Mitte Februar 2025 bis zum Ende der Saison nicht mehr eingesetzt.

### Nationalmannschaft
Nachdem er für australische U-Nationalmannschaften bereits in der U17, der U20 und der U23 ein paar Einsätze sammeln durfte, kam er bei einer 0:1-Freundschaftsspielniederlage gegen Ecuador am 28. März 2023 zu seinem Debüt für die A-Nationalmannschaft. Nach weiteren Freundschaftsspielen war er auch bei dem Auftakt der Qualifikation für die Weltmeisterschaft 2026 dabei und gehörte auch mit zum Kader bei der Asienmeisterschaft 2024, wo er beim 2:0-Auftaktsieg über Indien auch sein erstes Länderspieltor schoss. Er wurde dort bei allen drei Gruppenspielen und Achtel- und Viertelfinale eingesetzt.